# Черникова, Пелагея Васильевна
Пелагея Васильевна Черникова (1910—1997) — звеньевая колхоза «Большевик» Курманаевского района Чкаловской области, Герой Социалистического Труда (1948).

## Биография
Родилась 7 октября 1910 года в селе Лабазы ныне Курманаевского района Оренбургской области, в семье крестьянина-бедняка.
В три года стала сиротой, воспитывалась у дяди, рано начала работать, работала по найму у богачей. В 1929 году вступила в колхоз. Была одной из первых колхозниц-стахановок. Работала в колхозе имени Ленина.
С 1939 года руководила тракторно-полеводческим звеном колхоза «Большевик» Курманаевского района Чкаловской (с декабря 1957 года — Оренбургской) области, которое включалось во Всесоюзное социалистическое соревнование и ежегодно получало высокие урожаи.
Указом Президиума Верховного Совета СССР от 3 апреля 1948 года за получение высоких урожаев пшеницы и ржи при выполнении колхозом обязательных поставок и натуроплаты за работу МТС в 1947 году и обеспеченности семенами зерновых культур для весеннего сева 1948 года Черниковой Пелагее Васильевне, получившей урожай пшеницы 31,15 центнера с гектара на площади 10,8 гектара, присвоено звание Героя Социалистического Труда с вручением ордена Ленина и золотой медали «Серп и Молот».
С 1969 года — на пенсии.
Скончалась 15 мая 1997 года. Похоронена на кладбище с. Лабазы Курманаевского района Оренбургской области.

## Награды
- Герой Социалистического Труда (1948)
- Орден Ленина (1948)
- медали